# Trichanomala rugicollis
Trichanomala rugicollis är en skalbaggsart som beskrevs av Lin 1979. Trichanomala rugicollis ingår i släktet Trichanomala och familjen Rutelidae. Inga underarter finns listade i Catalogue of Life.